# آلمانی‌های قرقیزستان
گروه جمعیتی کوچکی از آلمانی‌ها، در قرقیزستان زندگی می‌کنند.

## سابقه مهاجرت
در طول دهه اول ۱۸۰۰، گروه‌های منونایتی اهل آلمان در سراسر امپراتوری روسیه مستقر شده و در اواخر قرن نوزدهم وارد قلمرو امروزی قرقیزستان شدند. بسیاری دیگر از آلمانی‌ها به عنوان بخشی از مهاجرت اجباری در دوران استالین به اجبار به این کشور آورده شدند. سرشماری شوروی در سال ۱۹۷۹ نشان می‌دهد ۱۰۱۰۵۷ آلمانی در جمهوری شوروی سوسیالیستی قرقیزستان (۲٫۹٪ از جمعیت آن) ساکن هستند، در حالی که در سرشماری ۱۹۸۹ نشان می‌دهد این آمار جمعیتی به ۱۰۱٬۳۰۹ (۲٫۴٪) رسیده‌است.
پس از استقلال قرقیزستان در سال ۱۹۹۱، بازگشت شمار قابل توجهی از آلمانی تبارها به آلمان صورت گرفت، این اتفاق بدین دلیل رخ داد که آلمان دارای قانون ملیت نسبتاً آزادی بود که به هر کسی که دارای اصل و نسب آلمانی باشد، تابعیت می‌داد. یک نظرسنجی در سال ۱۹۹۳ نشان داد که ۸۵ درصد از آلمانی‌های قرقیزستان قصد مهاجرت دارند. در بین آنها، محبوب‌ترین مقصد تاکنون آلمان (۸۰٪) بوده‌است و روسیه با۶٪ در رتبه دوم قرار داشت. در زمان سرشماری سال ۱۹۹۹ قرقیزستان، فقط ۲۱٬۴۷۱ نفر (۴/۰ درصد از جمعیت) باقی مانده بود. در سال ۲۰۰۹ به نقل از مقامات دیپلماتیک آلمان در قرقیزستان اعلام شد که این تعداد در دهه بعد حتی تا ۱۰ هزار نفر کاهش یافته‌است. این امر در سرشماری سال ۲۰۰۹، که نشان می‌دهد تنها ۹٬۴۸۷ آلمانی (۰٫۱۸ درصد از جمعیت) باقی مانده‌اند. با این حال، نشانه‌هایی وجود دارد که نشان می‌دهد مهاجرت آنان متوقف شده‌است. دولت آلمان در به دلیل مواجهه شدن با مشکلات زیاد در ادغام آلمانی‌های روس زبان از کشورهای پساشوروی، شرایط مهاجرت آنها را تشدید کرد. علاوه بر این، اکثر آلمانی تبارها که امیدوار بودند قرقیزستان را ترک کنند قبلاً این کار را کرده‌اند. در سال ۲۰۰۷، تنها ۱۹۶ آلمانی در قرقیزستان از سوی سفارت آلمان مجوز مهاجرت دریافت کردند. این تعداد در سال ۲۰۰۸ به ۱۱۱ نفر کاهش یافت.

## پراکندگی جغرافیایی
اولین شهرک‌های آلمانی در قرقیزستان در نزدیکی تراز قرار داشتند: نیکولایپول، کپنتال، گرادنتال، اورلوکا و دیمیترووسکویه. در اواخر دهه ۱۹۲۰، آنها به سمت جلگه چوی در مجاورت فرونز (بیشکک امروزی) مهاجرت کردند، و در آنجا به تأسیس تعدادی شهرک، از جمله برگ تال (رات فرانت)، فریدنفلد، و لوکزامبورگ پرداختند. باقی آن‌ها در قند و تخماق زندگی می‌کردند. با این حال، در پی مهاجرت دهه ۱۹۹۰، روستاهای آلمانی تخلیه شدند و دیگر هیچ شهرک از آلمانی‌ها در این کشور وجود ندارد.

## زبان
آلمانی‌تبارهای قرقیزستان تمایل دارند ریشه‌های خود را به مناطق غربی آلمان نزدیک مرز با هلند برسانند و به همین دلیل تمایل دارند به گویش آلمانی سفلای غربی صحبت کنند. با این حال، بسیاری از نسل جوان آن به علت جایگزینی زبانشان به سمت زبان روسی سوق داده شده‌اند، که از آن برای برقراری ارتباط با سایر اقوام استفاده می‌کنند. در بیشکک یک شعبه از موسسه گوته وجود دارد که فرهنگ آلمان و آموزش زبان آلمانی را ترویج می‌کند. رئیس محلی انستیتو خود یک آلمانی‌تبار متولد قرقیزستان است که در سال ۱۹۷۸ با والدین خود مهاجرت کردند اما تقریباً سه دهه بعد به کشور بازگشت و پست فعلی خود را بر عهده گرفت. با این حال، مطالعه زبان آلمانی به عنوان زبان دوم حتی در بین جوانان آلمانی محبوبیت خود را از دست داده‌است، زیرا زبان‌های چینی و انگلیسی اهمیت اقتصادی بیشتری را در آن منطقه دارا هستند.

## سازمان‌ها
در جنوب شهر جلال‌آباد، آلمانی تبارها بومی در سال ۱۹۹۶ مرکز فرهنگی امید آلمان را تشکیل دادند. چهار کنگره جوانان آلمانی قرقیزستان (съезд немецкой молодежи Киргизии) در کشور برگزار شده‌است. با این حال، آخرین مورد، در سال ۲۰۱۰، تنها ۵۰ نفر در آن شرکت داشتند. دولت آلمان از سازمان‌های آلمانی در قرقیزستان حمایت مالی می‌کند.

## افراد مشهور
- Alexander Otto (born 1988, in اورلوفکا), footballer
- Athanasius Schneider (born 1961, in تخماق (شهر)), Roman Catholic bishop
- دنیز ولف (متولد ۱۹۷۸، در تخماق)، بدنساز
- Edgar Bernhardt (born 1986, in نووپاولوفکا (شهرستان سوقلوق)), footballer
- Edita Schaufler (born 1980, in بیشکک), former rhythmic gymnast
- Konstantin Schneider (born 1975, in Bishkek), former wrestler
- کریستینا فوگل (متولد ۱۹۹۰، در بیشکک)، دوچرخه سوار پیست سابق
- لیلی شوارتزکوف (متولد ۱۹۸۳، در نووپوکروفکا)، ورزشکار دو و میدانی
- Viktor Maier (born 1990, in قند، قرقیزستان), footballer
- ویتالیج لوکس (متولد ۱۹۸۹، در قره‌بالته)، فوتبالیست

## برای مطالعه
- Friesen, Robert (2001), Auf den Spuren der Ahnen. 1882 - 1992. Die Vorgeschichte und 110 Jahre der Deutschen im Talas-Tal in Mittelasien (2nd ed.), Minden, ISBN 978-3-9805205-5-3, OCLC 496738402